# Refuge faunique national des prairies de Cokeville
Le refuge faunique national des prairies de Cokeville (en anglais : Cokeville Meadows National Wildlife Refuge) est un National Wildlife Refuge situé au sud de Cokeville, dans l'État américain du Wyoming.

Créé en 1992, le refuge a vocation à protéger une superficie totale de 26 657 acres (107,88 km2), composée de collines et de zones humides autour de la Bear River. À l'heure actuelle, seuls 9 259 acres (37,47 km2) ont été achetés par le gouvernement fédéral ou font l'objet d'une servitude environnementale.

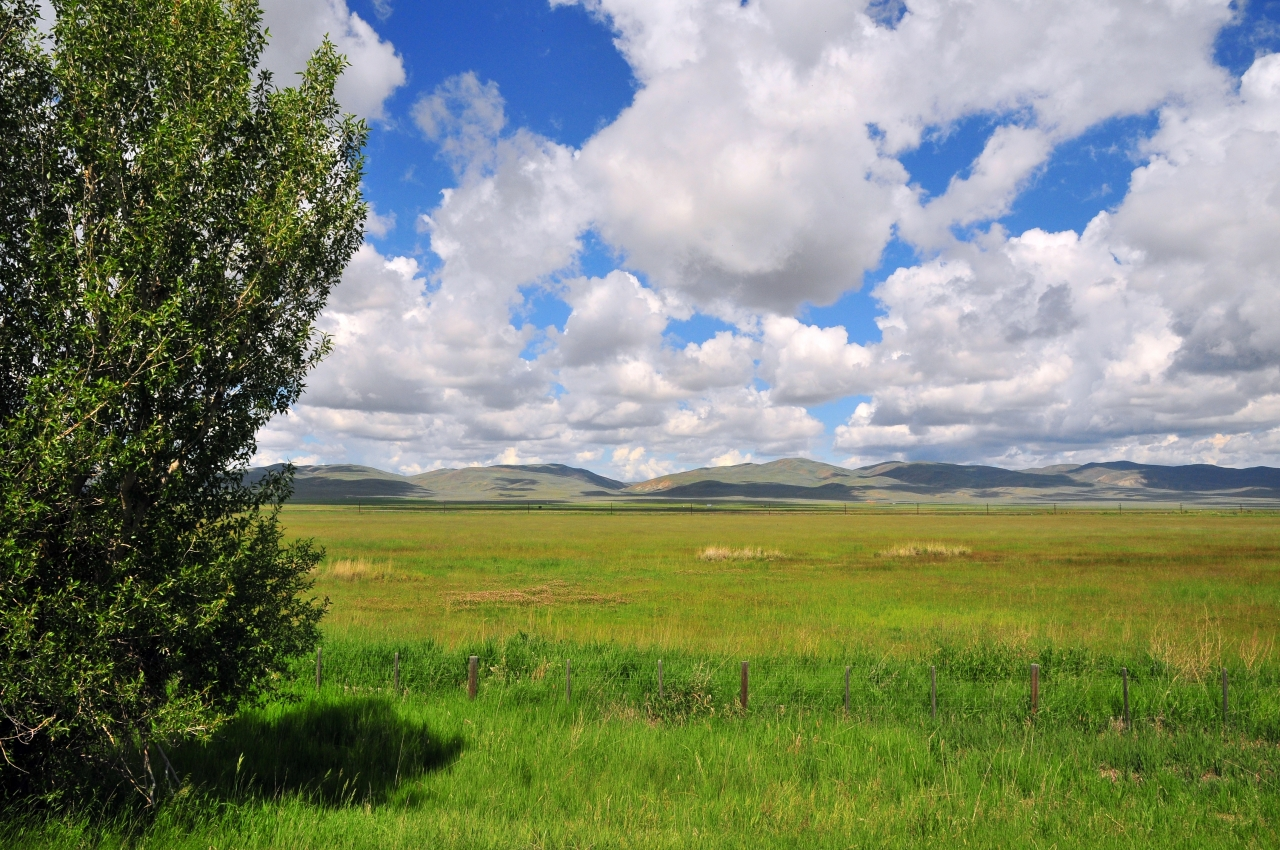
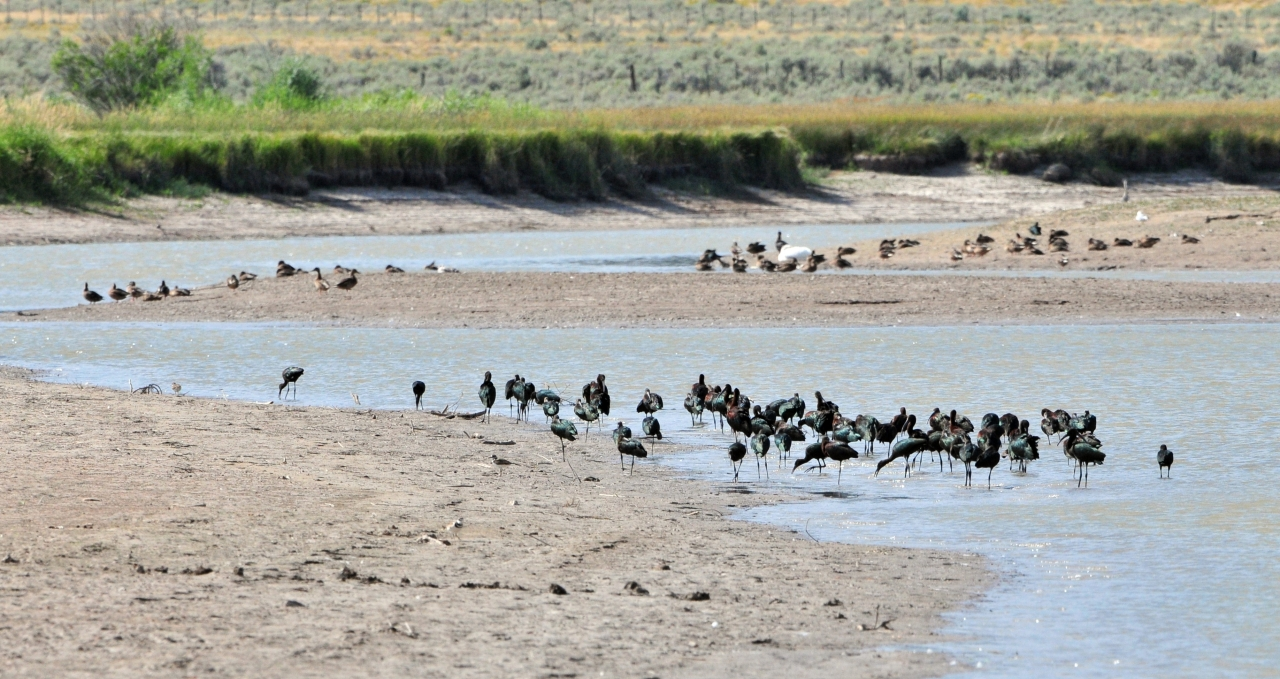
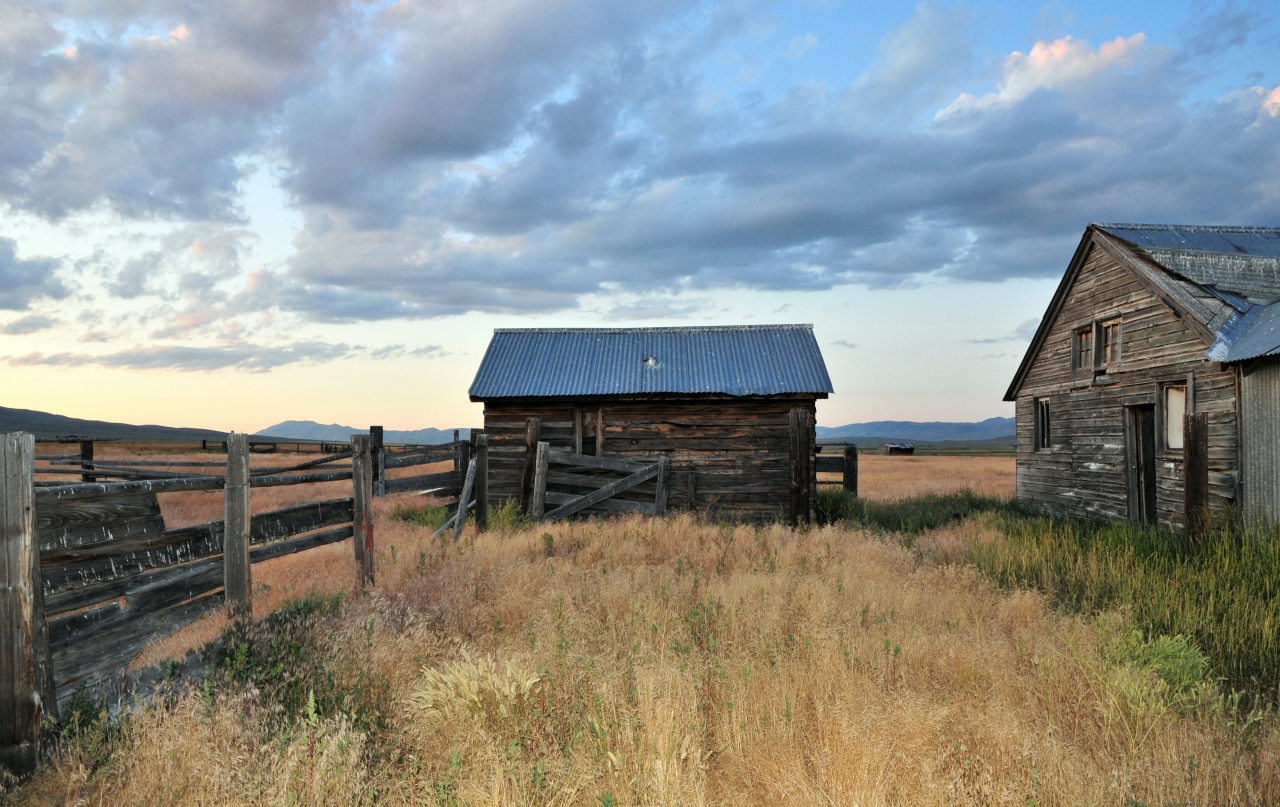
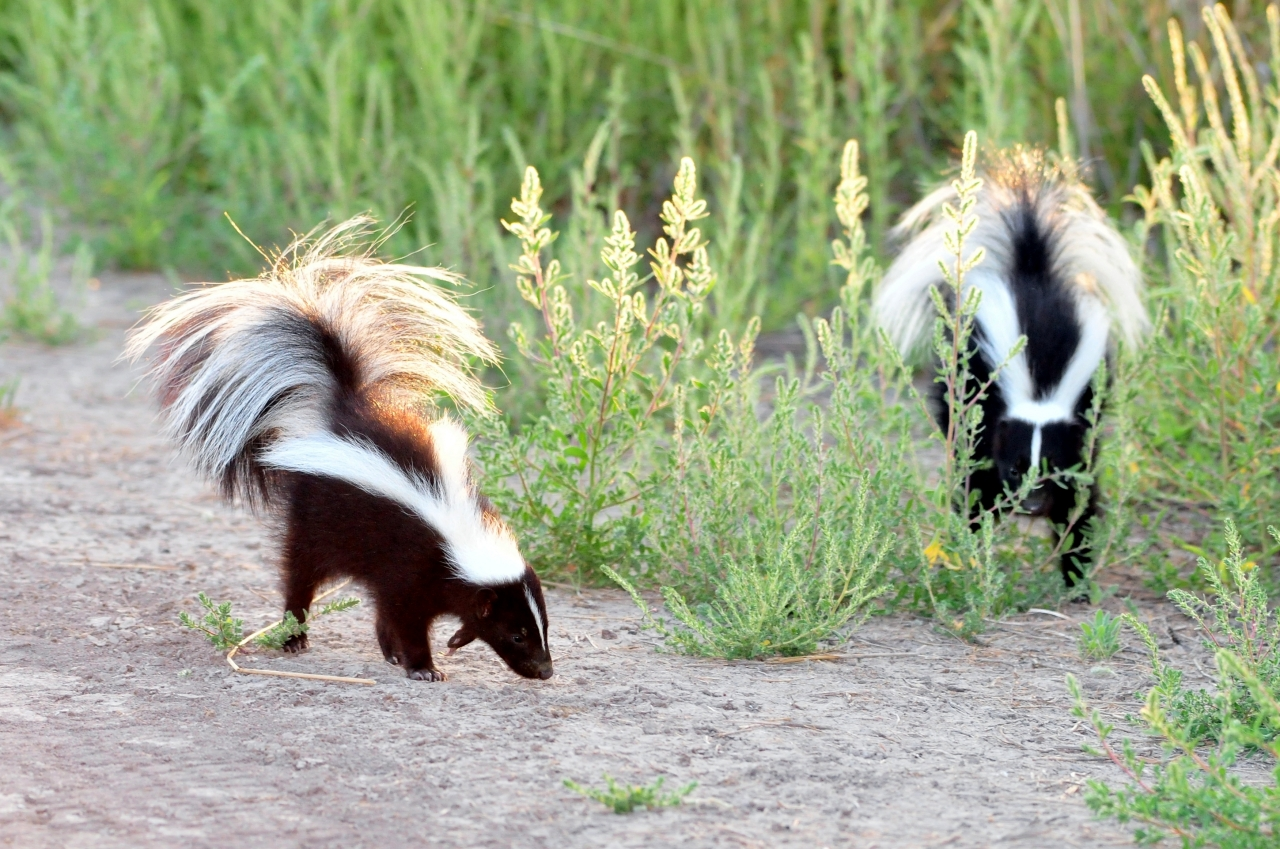
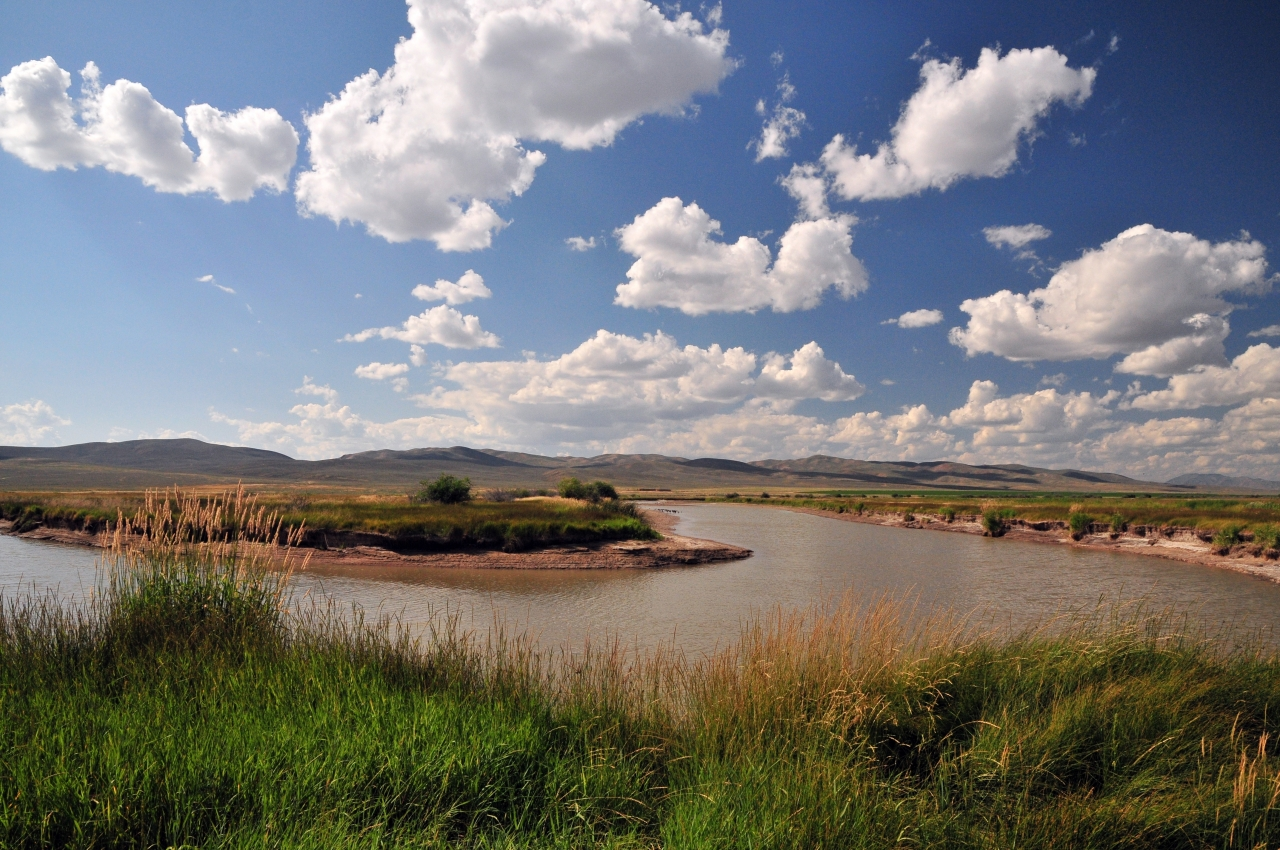